# TV.com
TV.com foi um website de propriedade da empresa CNET. O site abrange informações sobre televisão em países de Língua Inglesa como Estados Unidos, Reino Unido, Canadá, Austrália, Nova Zelândia, Irlanda, além também do Japão. Versões do site específicas para o Reino Unido e Austrália também estão disponíveis, em uk.tv.com e au.tv.com, respectivamente. Foi lançado em 1 de Junho de 2005 e sucedeu ao popular site do TV Tome.
Embora o TV.com tenha sido bem-sucedido como um site de informações no final dos anos 2000, ele ficou sem atualizações regulares a partir de 2019. Em 28 de junho de 2021, o site TV.com foi silenciosamente desativado, sem que fosse colocado um redirecionamento em seu lugar.[carece de fontes?]

## História
CNET originalmente adquiriu o nome do domínio (entre outros nomes de domínios genéricos como news.com, radio.com, etc) em meados dos anos 1990 para hospedar um site para a empresa CNET TV. Um de seus programas de TV foi realmente intitulado TV.com. O programa, destacando o melhor da Internet para usuários de computadores novos e casual.
CNET, em seguida, adquiriu TV Tome, um popular banco de dados de televisão feito por fãs, e o TV.com foi lançado no dia 1 de junho de 2005 com muitas das características e conteúdo do site original TV Tome.